# Kleingebiet Budaörs
Das Kleingebiet Budaörs (ungarisch Budaörsi kistérség) war eine ungarische Verwaltungseinheit (LAU 1) innerhalb des Komitats Pest in Mittelungarn. Es grenzte im Osten an die Stadtgrenze von Budapest und wurde im Rahmen der Verwaltungsreform Ende 2012 aufgelöst. Sieben Ortschaften (mit insgesamt 68.364 Ew.) kamen in den Kreis Budakeszi, drei Ortschaften (Pusztazámor, Sóskút und die Stadt Törökbálint) mit insgesamt 17.271 Einwohnern kamen in den Kreis Érd.
Ende 2012 lebten auf einer Fläche von 240,68 km² 85.635 Einwohner. Die Bevölkerungsdichte lag mit 356 Einwohnern/km² fast doppelt so hoch wie des gesamten Komitats.
Der Verwaltungssitz befand sich in der Stadt Budaörs (27.306 Ew.), drei weitere Orte hatten das Stadtrecht: Budakeszi (13.707 Ew.), Biatorbágy (12.638 Ew.) und Törökbálint (13.015 Ew.). Die sechs Gemeinden (ungarisch község) hatten eine durchschnittliche Einwohnerzahl von 3.162 (auf je 17,75 km²).

## Ortschaften
| Biatorbágy | Budajenő    | Budakeszi | Budaörs | Herceghalom |
| Páty       | Pusztazámor | Sóskút    | Telki   | Törökbálint |